# 美因茨

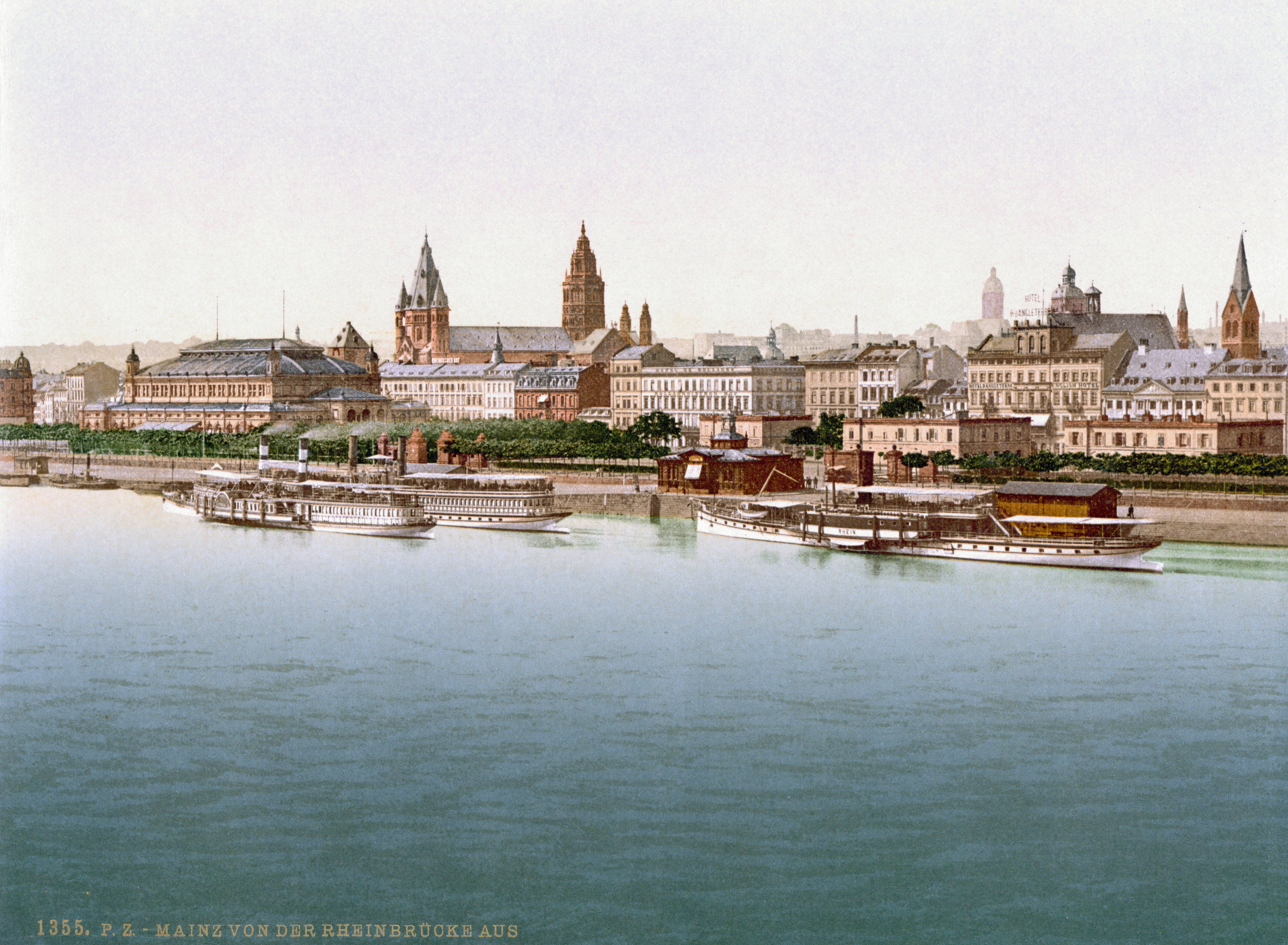
1900年的莱茵河和美因茨

美因茨（德語：Mainz，德語：[maɪ̯nt͡s] ⓘ）是德国莱茵兰-普法尔茨州的首府和最大城市，位于萊茵河左岸，正对美茵河注入萊茵河的入口处。美因茨是政教古都，在神聖羅馬帝國時代，美因茨大主教身兼帝國七大選帝侯之一，駐蹕在此，政治與宗教勢力權傾一時。美因茨擁有一所古老的大学，以活字印刷術的發明人谷登堡為大學命名。目前有多个电视台和广播电台的总部設立在此。美因茨也是萊茵河流域的狂欢节重鎮之一，每年二月，美因茨、科隆與杜塞道夫的狂歡節最為盛大。鄰近美因茨的重要城市尚有威斯巴登、达姆施塔特和法兰克福等等。
美因茨与隔岸而对的黑森州首府威斯巴登共同形成「双子城」（雙聯市），是萊茵-美茵-法蘭克福都會區的西端入口。

## 名称

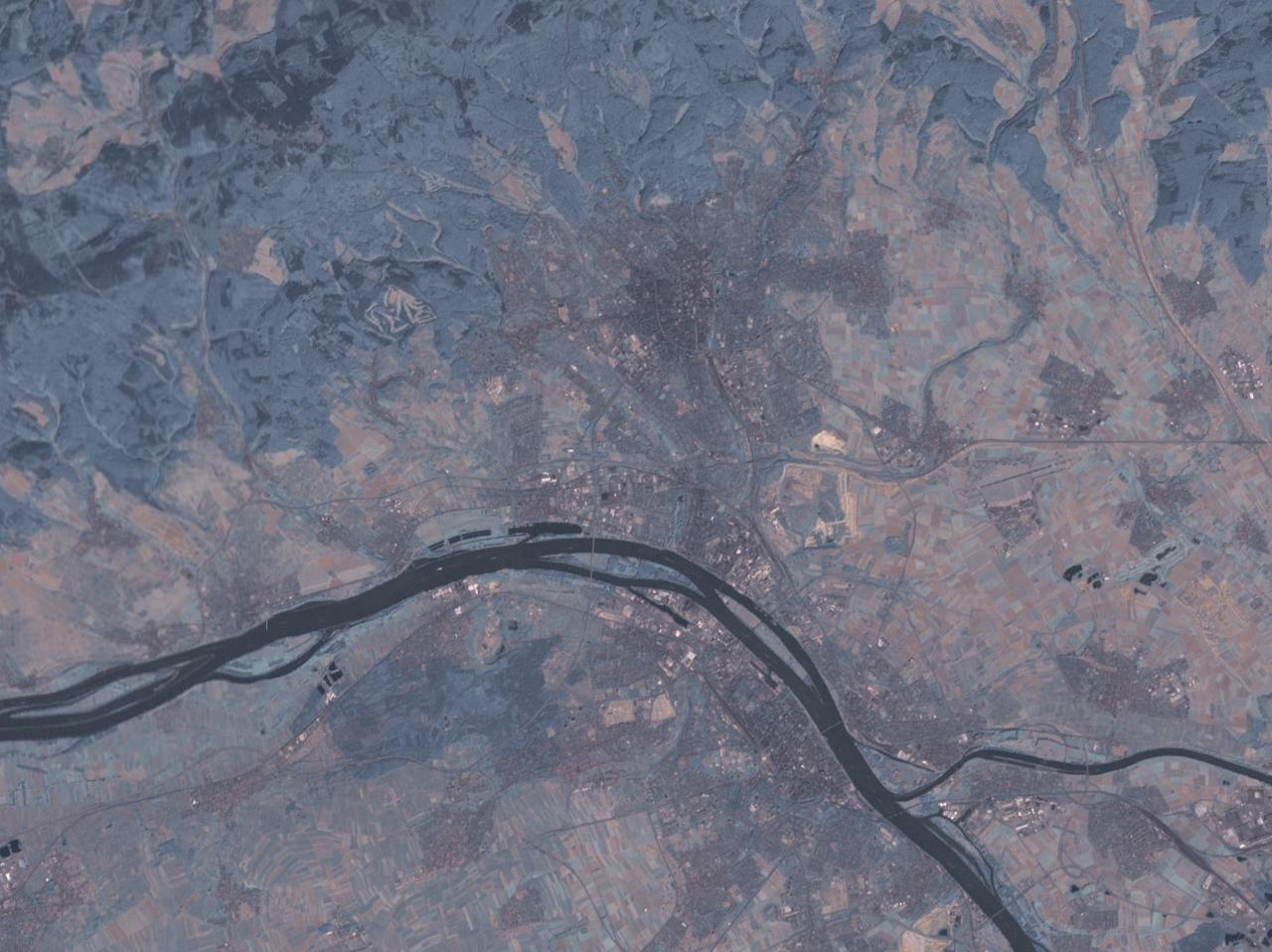
美因茨和威斯巴登的卫星图，美因茨位于莱茵河的左下方，右上方为威斯巴登，上方为陶努斯山

历史上美因茨的名称多次更改，直到18世纪才有一个统一的书写方法。这与拉丁语的变迁有关。美因茨最早的名称是Mogontiacum。中世纪阿尔卑斯山以北的地区的拉丁语趋于将过去长的词越来越缩短，6世纪美因茨的名称演变为Moguntia或Magantia。7世纪的写法是Mogancia、Magancia urbis或Maguntia，8世纪为Magontia。11世纪美因茨的名字又恢复到Moguntiacum或Moguntie。这些时常的变化的主要原因是当时的人在写名字时主要按他们说出来的音来写，而没有正式的，规划化的书写方法。12世纪的文献将美因茨称为Magonta、Maguntia、Magontie和Maguntiam。在一张阿拉伯地图上它被称为maiansa。从13或14世纪到15世纪在拉丁文的文献中美因茨被从Meginze演化为Menze，而德语文献则称之为Meynce、Meintz、Maentze和Meintze。这个演化的原因是因为德语与拉丁语在发音之间的不同。德语比较喜欢将第一个音发为重音，而后面的音节则渐渐被省略掉了。
15世纪首次出现了Maintz的写法，但当时更多的是Menz、Mentze、Meintz或Meyntz。巴洛克时期比较偏爱使用ai的写法，從而最終普及。到18世纪，Mainz的写法基本确定，不再更改。唯有1799年法国占领时期城市被改名为法语的Mayence。

## 地理
美因茨位于萊茵河的西岸，萊茵河在城市东北角从东西流向转为南北流向，萊茵河组成美因茨的东界和北界。向南和向西美因茨被莱茵黑森的高地围绕。
| 美因茨            | 美因茨      | 美因茨      | 美因茨     | 美因茨      | 美因茨     | 美因茨      | 美因茨      | 美因茨      | 美因茨      | 美因茨      | 美因茨     | 美因茨      | 美因茨      |
| 月份              | 1月         | 2月         | 3月        | 4月         | 5月        | 6月         | 7月         | 8月         | 9月         | 10月        | 11月       | 12月        | 全年        |
| ----------------- | ----------- | ----------- | ---------- | ----------- | ---------- | ----------- | ----------- | ----------- | ----------- | ----------- | ---------- | ----------- | ----------- |
| 平均高温 °C（°F） | 3.4 (38.1)  | 5.3 (41.5)  | 9.7 (49.5) | 14.2 (57.6) | 19 (66)    | 22.0 (71.6) | 24 (75)     | 23.6 (74.5) | 20.1 (68.2) | 14.3 (57.7) | 8 (46)     | 4.5 (40.1)  | 14.0 (57.2) |
| 平均低温 °C（°F） | −1.2 (29.8) | −0.6 (30.9) | 1.9 (35.4) | 4.8 (40.6)  | 8.7 (47.7) | 11.9 (53.4) | 13.4 (56.1) | 13.2 (55.8) | 10.3 (50.5) | 6.6 (43.9)  | 2.5 (36.5) | −0.1 (31.8) | 5.9 (42.7)  |
| 平均降水量 mm（） | 38 (1.5)    | 36 (1.4)    | 38 (1.5)   | 38 (1.5)    | 51 (2)     | 58 (2.3)    | 56 (2.2)    | 53 (2.1)    | 41 (1.6)    | 43 (1.7)    | 48 (1.9)   | 46 (1.8)    | 550 (21.5)  |
| 来源：Intellicast |             |             |            |             |            |             |             |             |             |             |            |             |             |

### 周围城市
向北和向东美因茨隔萊茵河与黑森州首府威斯巴登相望，向东南它隔萊茵河与黑森州的大盖劳县相对。
向南和向西美因茨被美因茨-宾根县包围。

### 市内区划
美因茨分15个市区，每个市区有一个由区内市民直接选举出的区议会和一个直接选举出的区长。区长同时也是区议会的主席。假如市政府做的决定对一个区有重大影响的话，在决定前必须听取区议会的意见。但区议会自己没有决定权，最后的决定权在于市议会。

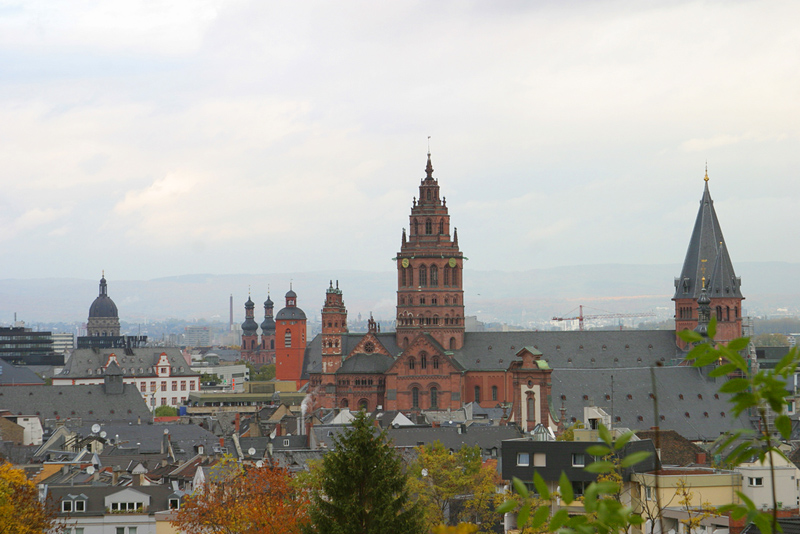
2003年美因茨老城区景色

| 名称                | 德语                 | 地图 |
| ------------------- | -------------------- | ---- |
| 旧城                | Altstadt             |      |
| 布雷岑海姆          | Bretzenheim          |      |
| 德赖斯              | Drais                |      |
| 埃伯斯海姆          | Ebersheim            |      |
| 芬滕                | Finthen              |      |
| 贡森海姆            | Gonsenheim           |      |
| 哈滕贝格-明希费尔德 | Hartenberg-Münchfeld |      |
| 黑希茨海姆          | Hechtsheim           |      |
| 劳本海姆            | Laubenheim           |      |
| 莱兴贝格            | Lerchenberg          |      |
| 马林博恩            | Marienborn           |      |
| 蒙巴赫              | Mombach              |      |
| 新城                | Neustadt             |      |
| 上城                | Oberstadt            |      |
| 魏瑟瑙              | Weisenau             |      |

## 历史

### 史前史和罗马时代

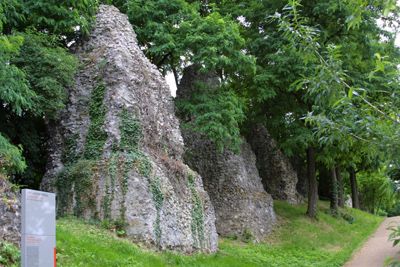
罗马石：罗马时代运河桥的遗迹

早在两万到两万五千年前的最后一次冰川时期，美因茨就曾有过一个由凯尔特人设立的猎人营地。在前1000年后半叶，凯尔特人是萊茵河畔最主要的居民。前52年高卢战争中罗马人来到今天的萊茵河并在这里设立了一个兵营。这个兵营的名字叫莫根提亞肯（Mogontiacum），这个名字来自于凯尔特人的一个名为Mogon的神（近似于希腊神话中的阿波罗）。过去一直认为这个兵营是前38年设立的，但近年来的研究认为这个兵营（也就是说美因茨市）是在尼禄·克劳狄乌斯·德鲁苏斯领导下于前13年或前12年建立的。此后500年中美因茨始终是一个罗马城市，从89年开始它是上日耳曼尼亚省的省会。

### 中世纪早期
早在罗马帝国末期在美因茨就已经有一个基督教社团了。343年的马蒂努斯是第一位被证实的美因茨主教。民族大迁徙的混乱平静后，美因茨成为法兰克王国的一个城市，在文化、宗教和政治方面它的影响都非常大。8世纪中圣波尼法爵从美因茨出发向东（主要是针对萨克森人）布道。780年或782年美因茨被提升为大主教駐地，其教区是阿尔卑斯山脉以北最大的。在9世纪和10世纪美因茨获得了“金色的美因茨”（Aurea Moguntia）的称号，並成為采邑總主教區，總教區主教同時擁有美因茨的世俗統治權。
13世紀，美因茨的大主教上升为帝国大总理、美因茨选侯国的统治者和选帝侯。大主教威利吉斯（Willigis）下令建造美因茨主教座堂来显示他的威望，有一段时间由于皇帝年幼，美因茨大主教任帝国摄政，实际上是神圣罗马帝国的真正统治者。

### 中世纪盛期
阿达尔贝特一世是第一个向美因茨市民授予特权的大主教，其中包括美因茨市民免税和只能受美因茨法庭审判的权利。但1160年大主教阿诺尔德·冯·塞伦霍芬被刺杀后这些特权又被剥夺了。此外腓特烈一世皇帝下令拆除美因茨的城墙。但此后不久美因茨就重获青睐了。1184年腓特烈一世在美因茨庆祝他的儿子的成年禮（佩剑），据当时的史官记载是中世纪最大的庆祝。1188年腓特烈一世再访美因茨并从这里出发参加第三次十字军东征。
1212年大主教齐格费里德二世在美因茨大教堂加冕霍亨斯陶芬王朝最重要的皇帝腓特烈二世为德国国王。1235年腓特烈二世重返美因茨召开帝国大会，8月15日大会颁布了《美因茨国家治安》。
1240年代中霍亨斯陶芬王朝与其对手之间的斗争不断升级，美因茨市民利用这个机会从双方获得了许多好处。1244年大主教齐格费里德三世为了换得市民的支持向美因茨授予了广泛的特权，从此大主教只在名誉上是美因茨的主宰，实际上城市由一个24人组成的城市议会统治。这些特权中还包括美因茨市民除在保护城市外不必为大主教提供军事支助的权利。从这个时候开始美因茨实际上成为了一座自由城市。

#### 自由城市

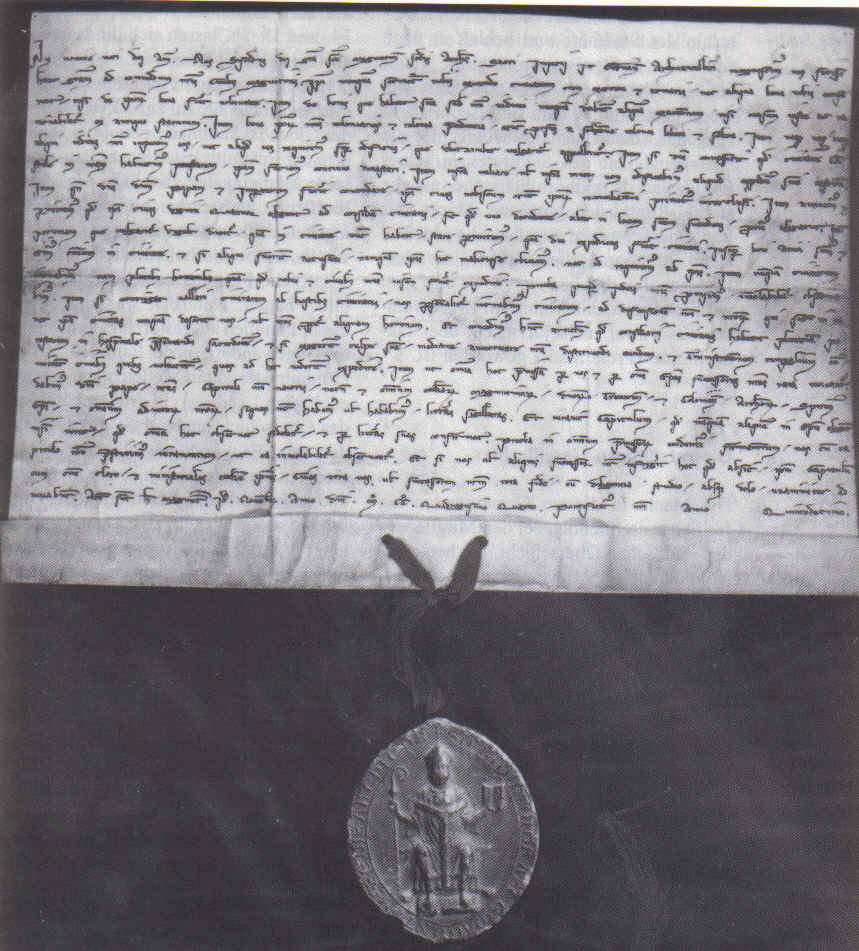
齐格费里德授予美因茨自由权的证书

到1462年为止美因茨是一座自由城市，这段时期可以看作是美因茨城市史的高峰期。美因茨市民的影响远远超出了其城市范围。1254年以美因茨为首组成的萊茵城市联盟就是一个很好的证明。在城市联盟和国家治安的保护下市内的商业和手工业大发展，美因茨成为德国的一个经济中心。
从1328年开始美因茨市民开始与大主教之间发生冲突。在美因茨主教席之争中市民支持皇帝和教宗所反对的大主教迪特尔·冯·依森堡。1462年迪特尔的竞争者阿道夫二世攻入城内，他剥夺了所有授予美因茨的特权，结束了美因茨的自由城市时期。美因茨再度成为一个采邑主教領地，城市及其市民的政治地位渐渐消失了。

### 采邑主教復辟及宗教改革時代
阿道夫二世临死前偏偏推荐与他争美因茨的大主教位的迪特尔为其继承人。1477年迪特尔创立了阿道夫二世就已经计划的大学。
1517年开始的宗教改革一开始在美因茨进展顺利。1450年约翰内斯·谷登堡发明的活字印刷术使得改革的宣传文普及迅速。美因茨的大主教阿尔布雷希特樞機本人对改革思想不排斥。但最后新教还是无法在美因茨立足。大教堂的议会两次以极小的多数选举了支持天主教的大主教。到1802年为止除驻兵外在美因茨没有新教社团。
从17世纪初开始美因茨逐渐被改造为一个要塞，到20世纪为止这个要塞装置是城市发展的一个主要障碍。而且这个要塞也没有能够阻止在三十年战争中瑞典军队不经作战就占领了美因茨。1647年約翰·菲力普·馮·匈保成为大主教，他在结束三十年战争的过程中起了非常重要的作用。战后他的政策使得美因茨很快克服了战争带来的破坏。
在此后的巴洛克时代中在市内建造了许多豪华的建筑，许多这些建筑今天依然保存。在大主教埃默里希·约瑟夫·冯·布赖德巴赫的执政期间（1763年至1774年）启蒙运动进入了“贵族城市”的政治阶层。

### 旧制度的结束
启蒙运动在法国最终导致了法国大革命的爆发。美因茨大主教兼选帝侯腓特烈·卡尔·约瑟夫·冯·埃尔塔尔支持神圣罗马帝国对革命家采取强硬措施。但1792年在法国大革命战争中革命军占领了萊茵河以西的地区，包括美因茨，大主教埃尔塔尔逃离美因茨。1793年在占领者的组织下美因茨进行德国第一次自由选举。这个美因茨共和国今天被看作是德国第一个民主政权。但7月普鲁士军队就包围了美因茨并对城市进行炮击。法军撤离美因茨。美因茨共和国就短短地结束了。
1797年法军再次占领美因茨。贵族纷纷逃离美因茨，这座城市渐渐变成一座市民城市了。1803年在雷根斯堡的帝国代表大会上决定取消宗教贵族领地。美因茨成为法国当纳斯山省的省会。选帝侯-大主教的时代彻底结束了。

### 19世纪

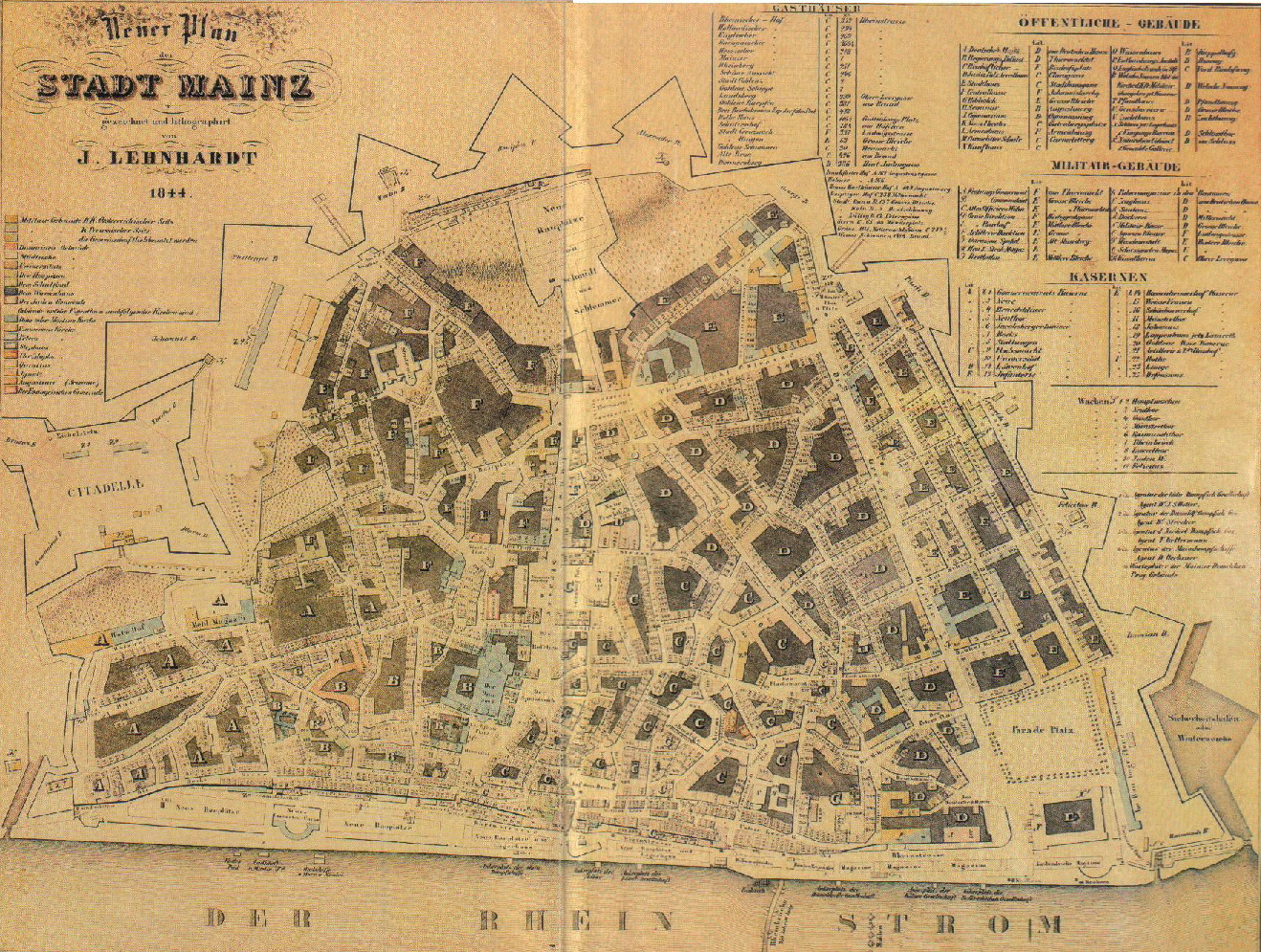
1844年美因茨的联邦要塞

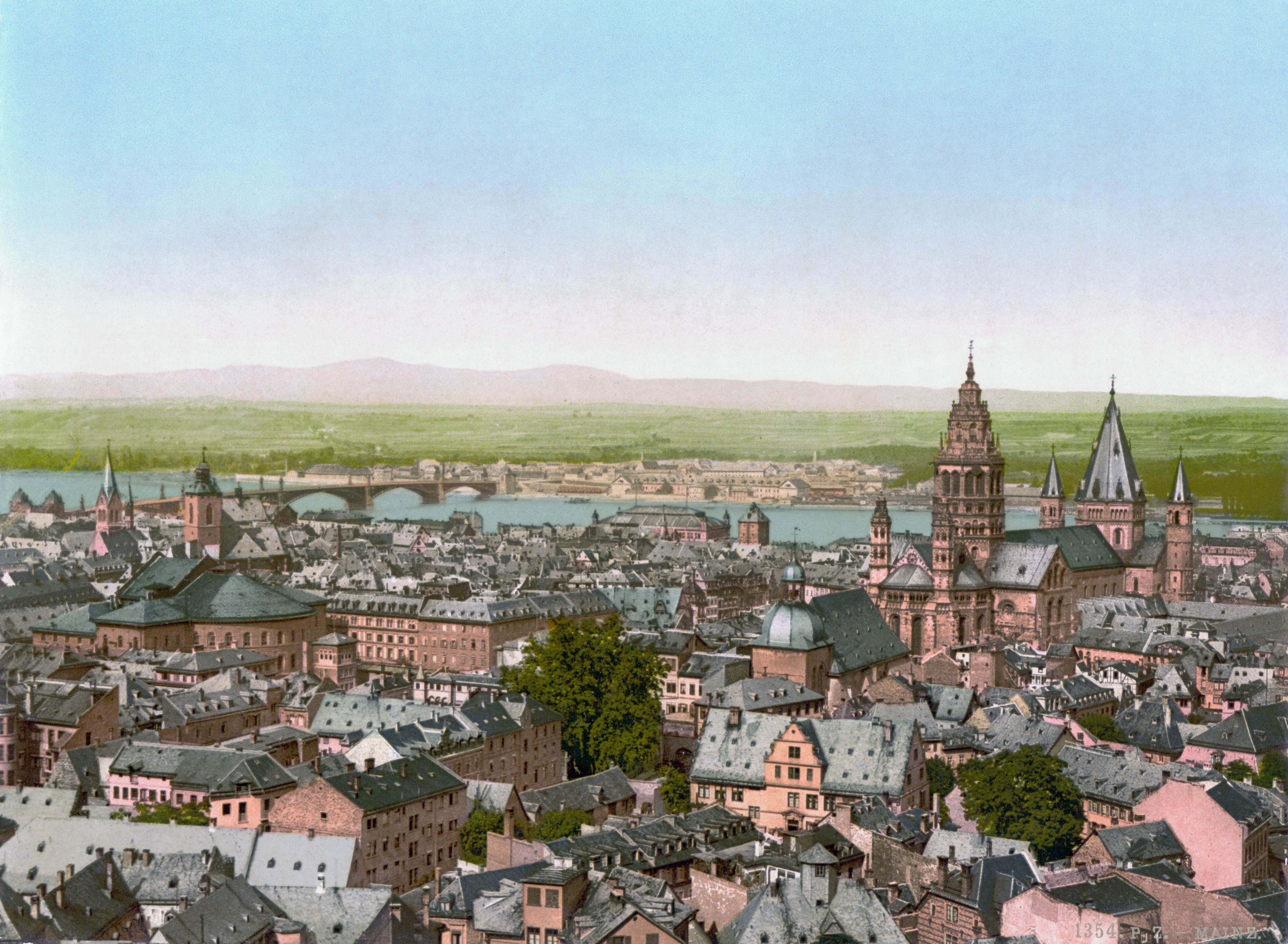
1890年的美因茨

1816年，美因茨划归黑森-达姆施塔特大公国，政治和经济地位大降，逐渐成为一个次要的省城。围绕城市的要塞妨碍城市的发展。在这段时间里市内几乎没有发生任何重要的事件。1837年在这里形成了美因茨狂欢节。直到1886年城市才得到扩展，人口也随之剧增。相对于其它周围的城市，如威斯巴登等地，美因茨的总体发展受限于要塞作用而不甚理想。

### 20世纪
第一次世界大战中止了刚刚开始的经济发展。1918年11月9日—12月9日，建立了美因茨工人和士兵委员会。战后，美因茨再度被法国占领。它完全错过了20年代的文化和艺术的发展。1930年法国撤军后美因茨将周边的一些小村吸收为市区。城市面积翻倍。1938年美因茨成为不隸屬於其他县的城市。
纳粹主义一开始无法在美因茨立足。1933年1月30日纳粹党在德国上台时，在市内参加反对示威的人甚至比庆祝的人还多。但情况很快发生变化。市内约3000人的犹太人社群几乎全部被运走屠杀。第二次世界大战之初，美因茨没有受损。1942年城市第一次遭严重的空袭。最严重的空袭是1945年2月27日，城市几乎被完全摧毁。但战争结束时城市80%被毁。
战后美因茨又被法国占领。萊茵河成为法占区和美占区的边界，萊茵河东岸本来属美因茨的市区因此被交付由威斯巴登代管。黑森州和萊茵兰-普法尔茨最终使得这个割离成为定论。1946年美因茨大学重新建立（第一个大学于1798年被关闭）。美因茨成为新成立的萊茵兰-普法尔茨的首府。1962年美因茨正式庆祝建城2000周年。

## 市徽

美因茨的市徽

美因茨的市徽的背景色是红色的，前方有两个银色的、由六条辐条组成的轮子，轮子由一个斜放的银色的十字联在一起。市色是红色和白色。
本来美因茨的市徽上是城市的主保聖人都爾的聖瑪爾定。1300年城市的市章上第一次同时使用聖瑪爾定像与轮子（关于这个轮子的来源请参考美因茨轮）。美因茨大主教兼美因茨选帝侯借用这个轮子的图案作为他的领地的徽章。为了与大主教领地区分开来美因茨市引入了两个轮子的市徽。从16世纪开始两个轮子不再是正上下排列，而是斜着排列。美因茨属法国期间这个市徽被禁止，新的市长徽章上显示的是自由女神的像。1804年拿破仑加冕后市章上又添加了法国的皇帝鹰的形象。1811年6月13日美因茨轮又被允许使用，两个轮子上面又添加了一个横杠和三个代表拿破仑王朝的蜜蜂，但本来白色的底成了红色，本来红色的轮成了白色。从1835年到1915年市徽上还有一个特别的图案来表示该市是一个联邦要塞。从1915年6月12日开始美因茨开始使用今天的市徽。

## 宗教

### 天主教

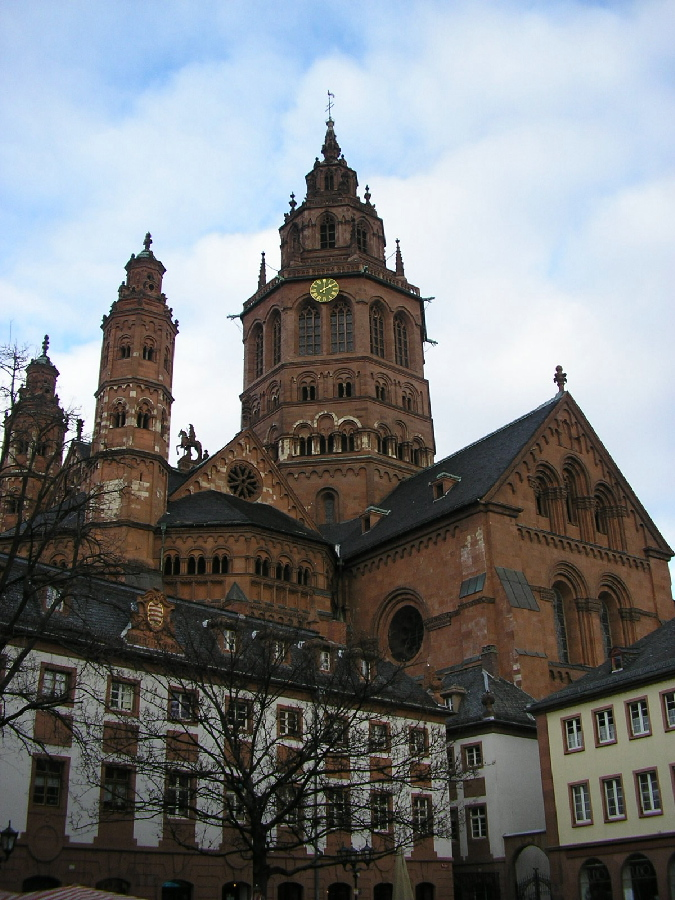
今日美因茨主教座堂

上百年来美因茨是神圣罗马帝国最高的（天主教）贵族的驻地，在宗教上这一直影响到今天。最早可能在2世纪就已经有一个早期基督教的社团。343年美因茨主教第一次被证实。780年或782年美因茨被提升为大主教驻地。第一位美因茨大主教是卢留斯，他于754年被指定为圣波尼法爵的继承人。美因茨因此成为阿尔卑斯山脉以北最大的教省中心。从13世纪开始由七位选帝侯来选举神圣罗马帝国皇帝的制度正式建立，美因茨大主教是这七位选帝侯之首。

### 犹太教
美因茨的犹太社群来源尚无定论。他们是随罗马人来到美因茨的理论受许多人赞成，但至今未能找到任何证明。最早提及美因茨的犹太社群的文献来自10世纪，一个拉比的法学鉴证中提及一个大的社群。美因茨可能由于其贸易地位而吸引了这么多犹太人。今天的犹太墓地上还能够找到11世纪的墓碑。十字军东征时期和鼠疫时期这个社群多次被迫害。1933年以前美因茨的犹太社群有3000人，1946年只剩下了59人。1997年有203人，只占整个市居民数的0.1%。

### 新教
美因茨不是宗教改革的中心，虽然大主教阿尔布雷希特不反对新教的主意，但同时他依靠贩卖赎罪卷歛財，而这正是路德特别批评的。1552年施马尔卡尔登战争波及美因茨，这是美因茨第一次正式与新教接触。三十年战争中美因茨被新教的瑞典军队占领，但新教始终无法在美因茨立足。三十年战争还未结束瑞典军队就不得不退出美因茨，此后天主教又占上风。新教徒在市内不准获得市民权。
1715年美因茨有一个小的信义宗团体。从18世纪后半叶开始越来越多的新教徒移入。他们不但被容忍，而且受启蒙运动影响的大主教埃默里希·约瑟夫·冯·布赖德巴赫任命新教徒为军官和宫廷官员。在腓特烈·卡尔·约瑟夫·冯·埃尔塔尔的统治期他们也对教育有影响。但他们未获得自己的教堂。直到1802年他们才成立了第一个新教教会。美因茨作为联邦要塞也有普鲁士（新教）士兵驻扎。通过城市和经济的发展新教教会在市内也发展迅速：1849年市内有27,633天主教徒和5,037新教徒，1901年市内有49,408天主教徒和31,151新教徒。1930年市内有78,500天主教徒和48,500新教徒。今天两个教会的教徒数目约相等。
1803年美因茨教省被撤销，1821年重建，其地盘与当时的黑森-达姆施塔特大公国差不多。美因茨的新教教会今天受黑森和拿骚的新教教会领导。此外还有其它基督教的教会。

### 伊斯兰教
第二次世界大战以后随移民的注入在美因茨也出现了伊斯兰教和其它宗教的组织。据统计，2002年美因茨有15000名穆斯林。

## 今日

### 市容

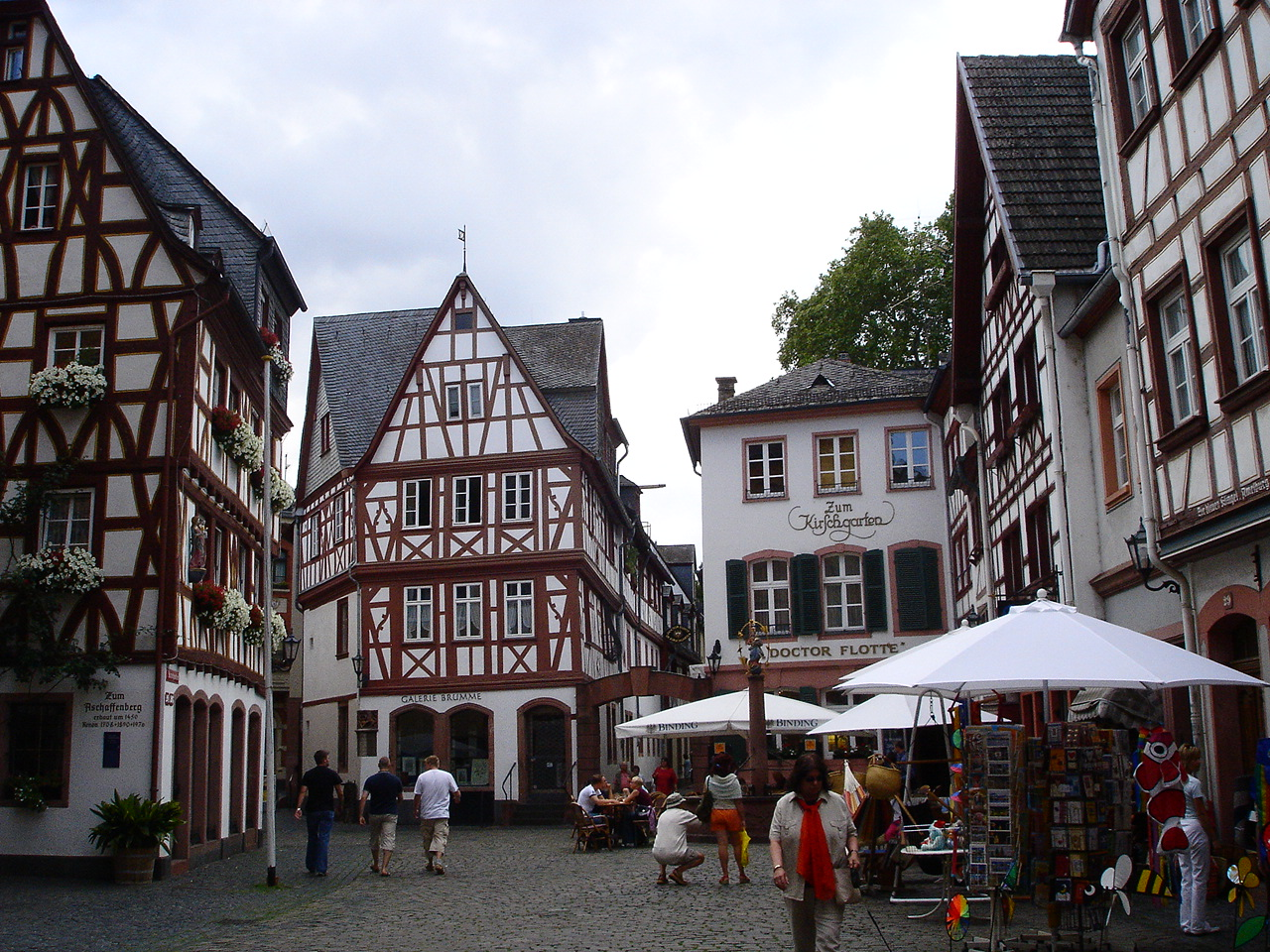
老城区里樱桃园的桁架式建筑

美因茨市中心和一些相邻的市区今天有大城市的风格，而另一些較偏远的市区则依然保留着它们村庄的结构。市中心里还保留着一些过去的城市结构的元素，尤其在老城区里还保留着中世纪狭窄、弯曲的巷道。这里也还保留着过去的桁架式建筑。新城区是在20世纪初建立的，当时它几乎使得整个市区面积扩大了一倍。一些当时的建筑还保存至今。
从莱茵河看美因茨的市容人们可以看到完全不同时期的建筑物：现代的市政府大楼和希尔顿饭店与巴洛克、文艺复兴时期的法庭（今天州政府）、条顿骑士团大厦（今天州议会）和选帝侯宫并列。
二战中受毁很大的市中心里只有少数重要的建筑被重建，其中包括许多席勒广场周围的巴洛克式的贵族宫殿。除此之外在老建筑几乎都被新建筑代替了。由于美因茨的重建起步比较晚，这些建筑大多是1960年代的建筑风格。当时就有许多城市规划者批评这种重建风格，至今为止这个批评未断。市周围的许多居民区也是60年代的风格。
19世纪和20世纪除新教的基督教堂和要塞的残存之外没有留下什么重要的建筑。今天市内可以看到的那个时候的建筑几乎都是住房，有时在一层楼带有店铺。罗曼时期、哥德时期、文艺复兴时期和巴洛克则在美因茨留下了许多例子。

#### 罗曼时代和哥德时代

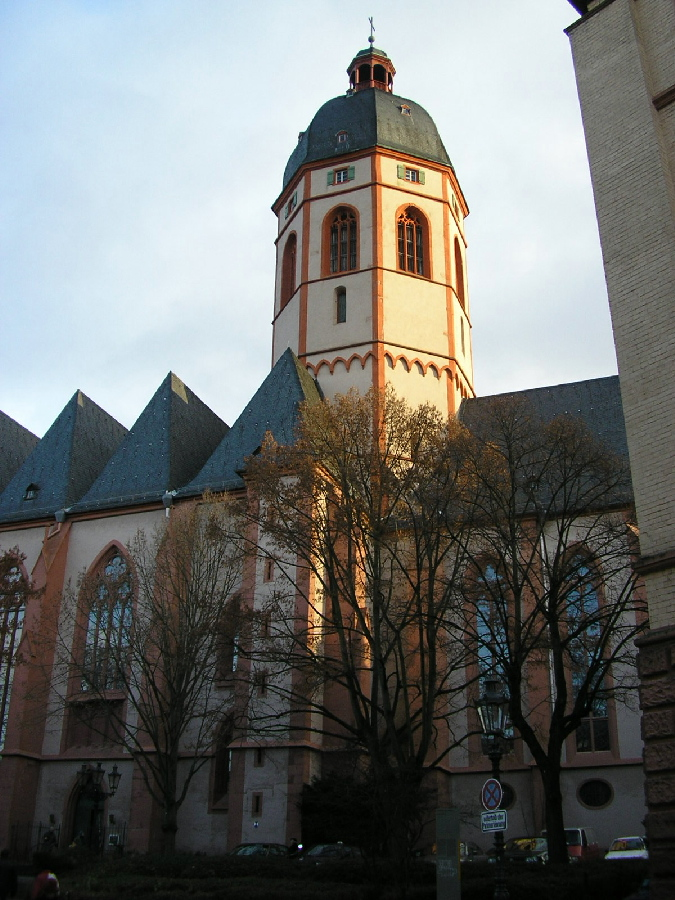
圣斯蒂芬教堂是美因茨最大的哥德式教堂

美因茨至今依然保留了许多罗曼时期和哥德时期的建筑，作为市容的重要组成部分。最重要的罗曼时期建筑是美因茨大教堂，建于975年至1009年间。然而，教堂启用当天即发生火灾，1081年和1137年又两次被火，每次灾后又得到扩建。整个罗曼时期里，列位大主教和皇帝都不断修建这座大教堂，哥德时期开始后又添加了哥德式建筑的元素。
大教堂以西的圣约翰尼斯教堂建在老的大教堂之上，在今天的大教堂建成前自己也曾是大教堂。它从910年开始使用，是典型的卡洛林王朝末期的建筑。由于改造和二战的破坏它多次被改建。大教堂以东曾经还有一座圣母教堂，1793年被毁。这三座建筑一起组成过去大主教的行宫。
8世纪和9世纪最大和最重要的教堂是圣阿尔班教堂。它在中世纪盛期就已经成为废墟，没有保存下来。
圣斯蒂芬教堂与大教堂是同时建成的，但很快原来的教堂就被一座新的、哥德式的教堂所取代。今天它是市内最大的哥德式教堂，珍藏著的夏卡爾的彩繪玻璃作品。市内还有一些哥特式的教堂，其中圣克里斯多夫在二战中被毁，今天其废墟是市内的战争纪念碑。

#### 文艺复兴

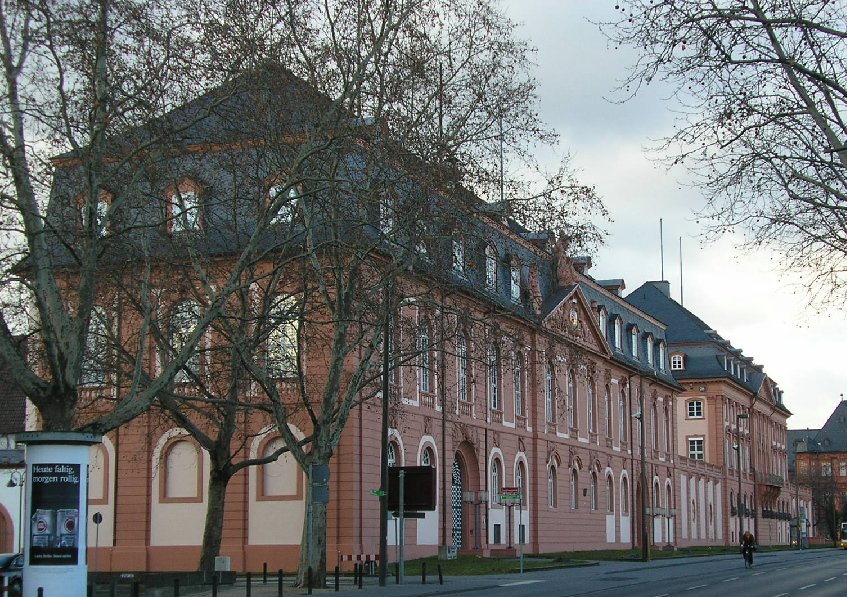
老法庭（前方）和条顿骑士团大厦，背景是选帝侯宫

美因茨最重要的文艺复兴时代的建筑是选帝侯宫，它是所谓的“德国文艺复兴”后期的代表建筑。其它文艺复兴时期的建筑有今天的古登堡博物馆和法语研究所。“市场喷泉”是德国最豪华的文艺复兴式的喷泉。另一座文艺复兴和巴洛克过渡时期的建筑是1615年建造的老大学主楼。数百年中它是美因茨最高的民用建筑。

#### 巴洛克和洛可可
巴洛克时期市内大兴土木，许多建筑流传至今。直到今天它们依然是市容的一部分。在老城区里有不少当时贵族的宫殿。有些教堂也是巴洛克式的，不过许多又被毁了。今天尚存的著名的有奥古斯丁教堂和洛克克式的圣彼得教堂。

#### 要塞建筑
美因茨的老城墙还有部分遗留下来。莱茵河畔的“木门”和“铁塔”是中世纪的城门。19世纪莱茵河畔加固后它们失去了城门的作用，而且现在位于街道面下。俯视老城区的要塞指挥官宫和堡垒是巴洛克时期的建筑。老城区南的马拉克夫碉堡和在战争中没有被破坏的“粮库”是19世纪的建筑。
美因茨市中心的建筑非常杂，各种风格比肩继踵。战争的破坏，致使執政當局在1960年代对整个城市的布局（街道和其它基础设施）进行了改造。

### 城市发展
罗马人的兵营位于今天市中心的西部一个小山上，很快其附近就有平民定居下来了。兵营需要手工业者、商人来保证兵营的正常运行。这些平民一开始散居在兵营四周。它们是美因茨市的开始。罗马时期后基督教是美因茨最主要的势力。这段时间里城市主要在莱茵河与过去的兵营之间的地方发展。美因茨依其政治和地理位置的优势同时也是莱茵河和美茵河上重要的贸易点。所有在莱茵河上通过美因茨的船只必须在这里将它们的货物卸下来、清点和重新装船。这为美因茨带来了许多财富。
由于要塞的限制美因茨很长时间无法扩大。要塞外不准建造永久性的建筑，因为要塞需要有空地对进攻的敌军射击，而要塞内的建筑面积有限。直到1870年和1871年普法战争结束后梅斯取代美因茨成为联邦要塞后要塞装置才逐渐被拆除，城市才得以向外发展。
随着历史的变迁和城市的扩大美因茨将许多周边的村庄合并到市区内。二战后美因茨位於莱茵河东岸的市区被割让给黑森州，但1969年它从周边合并了许多村镇补偿了这个损失。1962年建立的莱尔辛堡则是一个全新的市区。

#### 合并
以下是合并入美因茨的周边村镇的列表：
| 合并事件      | 村镇名                                                   | 面积（公顷） |
| 13世纪        | 塞伦霍芬（Selenhofen）                                   | ?            |
| 1805年5月23日 | 察尔巴赫（Zahlbach）                                     | ?            |
| 1907年4月1日  | 蒙巴赫（Mombach）                                        | 608          |
| 1908年4月1日  | 卡斯特尔（Kastel）和阿默讷堡（Amöneburg） 1              | 1.332        |
| 1913年1月1日  | 科斯特海姆（Kostheim） 1                                 | 953          |
| 1930年1月1日  | 布雷岑海姆（Bretzenheim）                                | 1.343        |
| 1930年1月1日  | 魏瑟瑙（Weisenau）                                       | 390          |
| 1930年1月1日  | 比绍夫斯海姆（Bischofsheim） 2                           | 930          |
| 1930年1月1日  | 金斯海姆-古斯塔夫堡（Ginsheim-Gustavsburg） 2            | 1.477        |
| 1938年4月1日  | 贡森海姆（Gonsenheim）                                   | 1.058        |
| 1969年6月8日  | 德赖斯、埃伯斯海姆、芬滕、黑希茨海姆、劳本海姆、马林博恩 | 4.778        |

1 从1945年9月交付威斯巴登管理 
2 从1945年9月起属大蓋劳县

#### 居民
由于要塞的限制市民数量长期也得不到发展。到要塞时期结束为止市内的人数从未超过过三万人。1850年代中开始市内所有的空地（包括此前无法造房子的地方，如山坡上）也被开拓，以及1880年代河岸被加固才使市内的建筑地面增高，这样才使得居民数有所增加。这个时期最重要的是城墙向北扩展，在原来城市北部开拓了新城区。相对于周边其它城市如威斯巴登等，美因茨的人口增长可以说是不足其道。要塞被拆除后人口才得到增长。1908年美因茨人口达到十万，在德国屬於中大型城市。第二次世界大战后人口又减少到7.6万。直到1960年代中美因茨的人口才恢复到战前的水平。今天市内有20.4万居民。

### 政治
目前（从2002年起）美因茨在德国联邦议会中有三个议员，社民党、基民联和自民党各一名。

#### 行政级别
美因茨市是莱茵兰-普法尔茨州當中，一个不律属于县的城市。市长由市民直接选举，德國社會民主黨（SPD）的米歇爾·艾布林自2012起擔任市長。

#### 市议会
2004年6月13日的市议会选举结果是：
|      | 基民联 | 社民党 | 绿党 | 自民党 | 共和党 | 生态党 | 总 |
| 2004 | 23     | 17     | 9    | 5      | 4      | 2      | 60 |

### 姐妹城市
以下城市是美因茨的姐妹城市：
- 英国沃特福特，自1956年起
- 法國第戎，自1957年起
- 法國隆尚，从1966年起与市区劳本海姆
- 萨格勒布，自1967年起
- 義大利罗登奈克，自1977年起与市区芬藤
- 西班牙巴伦西亚，自1978年起
- 以色列海法，自1981年起
- 德国图林根埃尔福特，自1988年起
- 美国肯塔基州路易斯维尔，自1994年起

从1984年起美因茨与阿塞拜疆巴库结为友好城市。

## 经济和基础设施

### 交通
联邦高速公路60号从东向西通过美因茨市区，向北分出联邦高速公路643号连接威斯巴登，向南伸出联邦高速公路63号通向凯撒斯劳滕。此外联邦公路9号和40号通过市区。在芬腾有一个全年可以使用的小机场，其铺柏油的跑道长1000米（国际民航组织号码为EDFZ）。
市内交通由三条輕轨电车和21条市汽车公司的汽车线解决。此外还有一些邻近镇的长途汽车通向美因茨。美因茨的市汽车公司与威斯巴登的市汽车公司组成一个联盟。美因茨市汽车公司的日运客量约为15万人次。
通过跨城市的法蘭克福城市快鐵，美因茨与莱茵-美茵都市地区的其它城市相连。整个威斯巴登和美因茨市內的票价都是统一的。同时美因茨也与其西部的县、镇（不属于都市地区）组成了一个统一的运输联盟。
美因茨的港口面积约30公顷，2003年有约2200条船在这里停泊，共装卸130万吨货物。
德国快速列车ICE列车通过美因茨，向北快车开往科隆，向东通过法兰克福国际机场一直开往慕尼黑，向南通过曼海姆、卡尔斯鲁厄与瑞士城市相接。地方性的列车开向法兰克福或西部的内地。沿莱茵河通过美因茨的铁路也是德国的一条重要的货物运输线。
美因茨市内有五座横跨莱茵河的桥梁：两座高速公路桥，两座铁路桥和一座公路桥，这座公路桥就位于恺撒建造的第一座莱茵河桥（已毁）的附近。向下游下一座莱茵河桥位于科布伦茨附近，向上游下一座莱茵河桥位于沃尔姆斯左右。

### 工业
美因茨最大的工业企业是肖特集团，它是目前世界上最大的光学玻璃厂。其它小型工业一般位于环绕市区的工业区内。

### 媒体
美因茨是德国电视二台的总部和德国西南广播电台在莱茵兰-普法尔茨的总部。市内还有一个对州广播的私人广播电台。市内发表两份地区性的报纸：《汇报》和《美因茨莱茵报》。

### 教育与科研
- 约翰尼斯·古騰堡-美因茨大学肇建於1477年，重建於1946年5月15日，是莱茵兰-普法尔茨邦規模最龐大的大学，擁有全邦境內唯一的医学系
- 美因茨應用科技大學成立於1971年成立，有建筑工程、艺术、建筑、地理、社会教育、经济等學科
- 天主教社会工作、社会教育和实践神学高等學院是1971年由美因茨、弗尔达、斯派尔、特里尔和科隆主教区成立的
- 马克斯-普朗克化学研究所
- 马克斯-普朗克多聚体研究所
- 科学和文学院

## 文化和名胜

### 剧院
美因茨有多个剧团：

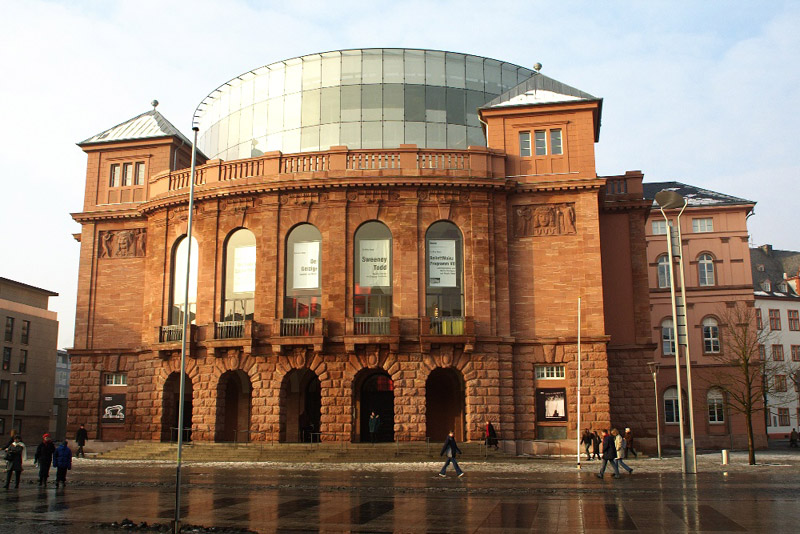
国立剧院

- 国立剧院，1829年到1833年成立，到1989年为止称市立剧院。
- 法兰克福廳，本来是一个啤酒店，19世纪初开始称之为一个庆祝场所，1842年美因茨第一次狂欢节在此庆祝。1848年革命期间民主派人士在此聚会准备选举国家议会。从1851年到1871年这里多次举行天主教的集会。1944年这里成为一个电影院，1972年美因茨市府将它买下。1991年改造为一个文化中心。
- 美因茨室内剧团
- 美因茨“下院”剧团

### 乐团和合唱团
- 美因茨大教堂合唱团是1866年成立的。合唱团由男童声和男声组成，有160多个成员。主要作用是协助美因茨大教堂内的神事。
- 圣马丁合唱团是1987年成立的混合合唱团，除协助神事外还举行音乐会。
- 美因茨室内乐团
- 美因茨巴赫合唱团
- 约翰尼斯合唱团
- 美因茨铜管乐团，于1967年成立
- Musical Tomorrow 音樂劇團

### 博物馆
- 古騰堡博物馆
- 莱茵中部地区博物馆
- 古船博物馆
- 美因茨自然历史博物馆
- 罗马-日耳曼中央博物馆
- 罗马艾西斯和大地女神神庙
- 城市历史博物馆
- 美因茨狂欢节博物馆

### 文学
- 美因茨文学办公室
- 美因茨城市作家

### 建筑物、广场和其它名胜
| 市内重要名胜           |                                  |                                    |
| 教堂                   | 民用建筑                         | 广场和其它                         |
| 圣马丁和圣斯蒂芬大教堂 | 选帝侯宫                         | 席勒广场                           |
| 圣斯蒂芬教堂           | 条顿骑士团大厦 (heute Landtag)   | 樱桃园                             |
| 圣昆丁教堂             | 新法庭大厦 (heute Staatskanzlei) | 罗马石                             |
| 奥古斯丁教堂           | 埃尔塔府                         | 铜山香槟酒厂                       |
| 圣彼得教堂             | 奥斯坦府                         | 城市公园                           |
| 圣伊格纳兹教堂         | 巴森海姆府                       | 莱能贝格森林                       |
| 基督教堂               | 堡垒                             | 美因茨沙漠自然保护区               |
| 圣约翰内斯教堂         | 达尔贝格府                       | 莱茵河畔的火鸟                     |
| 安东尼小教堂           | 铁塔                             | 罗马剧场（发掘地）                 |
| 圣衣会教堂             | 木塔                             | 圣克里斯多夫教堂废墟（战争纪念碑） |

### 俱乐部和迪斯科
美因茨的俱乐部和迪斯科不仅在週末开门，週三许多俱乐部免费入场。许多外来的人（尤其从西部的内地）光顾美因茨的俱乐部和迪斯科。当地有线电视台报導週末的活动。

### 定期活动
- 一月/二月：狂欢节
- 二月：颁发德国小艺术奖
- 五月/六月：开耳音乐节
- 五月/六月：新城区街道节
- 六月：约翰尼斯节
- 七月：旧城区节
- 七月-八月：滑板夜
- 八月/九月：美因茨葡萄酒节
- 十一月：美因茨图书博览会、聖馬丁節
- 十二月：圣诞市场

### 体育
- 美因茨体操协会，于1817年成立，是德国第二久的尚存的体操协会
- 美因茨05第一足球与体育俱乐部
- 德国登山协会美因茨分会
- 美因茨划船协会，1878年成立
- 古登堡马拉松赛
- 美因茨邮政体育协会，1927年成立
- 美因茨国际象棋节